# Round Grove
Round Grove ist eine kleine Siedlung im Whiteside County im Nordwesten des US-amerikanischen Bundesstaates Illinois. Der Ort liegt in der Mount Pleasant Township und gehört als Unincorporated Community keiner Gemeinde an.

## Geografie
Round Grove liegt im Zentrum des Whiteside County auf 41°47′06″ nördlicher Breite und 89°52′19″ westlicher Länge. Der Mississippi, der die Grenze zu Iowa bildet, liegt 27 km westlich. Die Grenze zu Wisconsin verläuft rund 90 km nördlich. 
Benachbarte Orte von Round Grove sind Morrison (8,9 km westnordwestlich), Coleta (18,9 km nordöstlich), Sterling (16,7 km östlich) sowie Lyndon (12 km südwestlich).
Die nächstgelegenen größeren Städte sind Dubuque in Iowa (124 km nordwestlich), Rockford (110 km nordöstlich), Chicago (195 km östlich), Peoria (142 km südlich) sowie die Quad Cities (77,7 km südwestlich).

## Verkehr
Der U.S. Highway 30, der Cedar Rapids in Iowa mit Chicago verbindet, verläuft in West-Ost-Richtung durch Round Grove.
Parallel zum Highway 30 verläuft eine Eisenbahnlinie der Union Pacific Railroad.
Mit dem Whiteside County Airport befindet sich ein kleiner Flugplatz 18,5 km westsüdwestlich von Round Grove. Die nächstgelegenen größeren Flughäfen sind der 104 km nordöstlich gelegene Chicago Rockford International Airport und der 78 km südwestlich gelegene Quad City International Airport.